# Лапін Борис Федорович
Борис Федорович Лапін (рос. Бори́с Фёдорович Ла́пин, 5 вересня 1934, Іркутськ — пом.4 червня 2005, Іркутськ) — російський радянський письменник-фантаст, дитячий письменник, літературний критик, журналіст та кіносценарист.

## Біографія
Борис Лапін народився в Іркутську. Після закінчення школи він вступив на історико-філогічний факультет Іркутського університету, який закінчив у 1957 році. Після завершення навчання протягом 17 років працював на Східно-Сибірській студії кінохроніки, спочатку сценаристом, пізніше редактором і головним редактором. Одночасно із кіносценаріями писав також літературні твори, у 1973 році став членом Спілки письменників СРСР. У 1974—1974 року Борис Лапін був головним редактором журналу «Сибір». Після цього Борис Лапін займається виключно письменницькою діяльністю, часто виступав також як літературний критик. У 1990 році він став одним із підписантів «Листа 74-х», яким підтримав найконсервативнішу частину радянської інтелігенції. яка на російських націоналістичних лозунгах відчайдушно коїла спротив зниженню впливу КПРС та комуністичної ідеології, а також ймовірному вже на той час розпаду СРСР. До кінця життя жив у Іркутську, активно займався літературною діяльністю. Помер Борис Лапін 4 червня 2005 року в рідному місті, похований письменник в Іркутську.

## Літературна творчість
Літературну творчість Борис Лапін розпочав ще під час навчання в університеті, його перші твори опубліковані в університетській газеті, а також у обласній комсомольській газеті «Советская молодежь». У 1955 році підбірка його віршів опублікована в альманаху «Ангара». Після закінчення університету Борис Лапін більше уваги надавав написанню прозових творів. Спочатку він писав виключно реалістичні повісті та оповідання, які регулярно публікувалися в журналах і газетах «Ангара», «Сибирские огни», «Урал», «Смена», «Литературная Россия», «Неделя». з середини 60-х років письменник розпочинає писати фантастичні твори, перший з яких — оповідання «Ми зустрінемся тут завтра» — опубліковано в першій збірці творів автора «Син свого батька» в 1964 році. Перша збірка фантастичних творів письменника «Кратер Ольга» вийшла друком у 1968 році. На думку сучасних літературних критиків, численні твори Бориса Лапіна відображають середній розвиток радянської фантастики 70—80-х років ХХ століття. Найвідомішою фантастичною повістю Лапіна стала «Перша зоряна», яка виходила також під назвою «Перший крок», і під цією назвою також вийшла збірка творів письменника. Сюжет повісті критикувався багатьма літературознавцями, особливо моральна його складова, оскільки в повісті розповідається про відправку із Землі міжзоряної експедиції, в якій має змінитися кілька поколінь космонавтів, що в дійсності виявляється лише експериментом, а всі люди в цей час не покидали Землі, та знаходились у спеціально обладнаному закритому приміщенні. Найвідомішим із оповідань Лапіна вважається «Конгрес», який дехто з літературних критиків-фантастикознавців вважає першим радянським оповіданням у жанрі фентезі. Одночасно із фантастичними творами Борис Лапін писав і реалістичні твори. Значний внесок він також зробив у дитячу літературу, в якій відзначається серія творів «Байкальські пригоди», який складається із двох повістей «Печера трьох Робінзонів» та «Срібний острів». У останні роки життя письменник видав також 3 книги спогадів про Віктора Астаф'єва, якого він вважав своїм учителем, а також збірку оповідань «Рассоха» про життя в сучасному Сибіру. Незавершеними залишились цикл фантастичних творів Лапіна під назвою «Хронос Невмолимий», а також кілька детективних творів автора.

## Фільмографія
За сценаріями Бориса Лапіна на основі його оповідань поставлені два художні фільми — «На березі великої річки» та «Гарем Степана Гуслякова».

### Повісті
- 1964 — Верните по адресу
- 1968 — Рукопожатие [несколько историй из жизни телепата с приложением подлинных документов]
- 1970 — Ничьи дети
- 1971 — Двое
- 1973 — Первый шаг
- 1978 — Под счастливой звездой
- 1980 — Караван
- 1980 — Серебряный остров
- 1982 — Плотина
- 1985 — След пришельца
- 1988 — Юлька
- 1990 — Потаенное ныряющее судно
- 1990 — Язон
- 1991 — Белый шаман
- 1991 — Ыргл
- 1994 — Руська с берегов Байкала
- 1994 — Чугуевские ведьмы
- 2000 — Северный вариант [История грустная и смешная]
- 2002 — Этот неугомонный Пянда

### Оповідання
- 1961 — Томик Тютчева
- 1962 — Букет цветов из Ниццы
- 1962 — Во имя искусства
- 1962 — Новогодний телевизор
- 1962 — Серебряный остров
- 1963 — Дневник
- 1963 — Негативы хранятся вечно
- 1963 — Новый год на орбите
- 1963 — Тихая сторожка [Легенда]
- 1964 — Дон Отелло
- 1964 — Мы встретимся здесь завтра
- 1964 — Поезда проходят мимо
- 1964 — Собачья жизнь
- 1964 — Сын своего отца
- 1965 — X, Y, Z + √ из подворотни
- 1965 — Стакан черёмухи
- 1966 — Вся мудрость мира
- 1966 — Кратер Ольга
- 1967 — Дайна
- 1968 — Десять лет спустя
- 1968 — Дуэль
- 1970 — Воздушные замки
- 1970 — Старинная детская песенка
- 1971 — Затмение
- 1971 — Пенальти
- 1972 — Краснозвездный
- 1972 — Опрокинутый мир
- 1972 — Ракета на Марс
- 1972 — Сказка
- 1972 — Страх, у которого глаза велики
- 1972 — Топтоп
- 1972 — Хромка
- 1973 — Клавдюшка
- 1973 — Разноцветье, разнотравье
- 1974 — Химеры Диша
- 1975 — «Ваш корр.»
- 1975 — Американец Володя
- 1975 — Корабли не умирают
- 1975 — Снежная дача
- 1976 — Конгресс
- 1976 — Тени
- 1977 — Своя жена
- 1979 — Впереди — Богучаны
- 1979 — Тиран Шигонцев
- 1981 — Грядет великое потепление
- 1981 — Палочка с зарубкам
- 1985 — В гостях у Пушкина
- 1985 — День тринадцатый
- 1985 — Коэффициент Маггера
- 1985 — Старые книги
- 1986 — Камень в основание
- 1986 — Счастливые дни
- 1988 — Зегзица
- 1988 — Счастливые сны
- 1992 — Кудыхинский дракон
- 1992 — Пища Божия
- 2001 — Фарт [Рассказ-быль]
- 2002 — Рассоха
- 2002 — Точка на карте
- 2004 — Один из нас
- 2005 — Лесная сказка

### Документальні твори
- 1999 — В гостях у Александра Сергеевича и Натальи Николаевны
- 2001 — Прощай, Петрович!
- 2001 — Синее море, синяя земля: В. Астафьев и Е. Носов на Байкале
- 2002 — Вампиловские страницы: Воспоминания
- 2002 — Петрович: Воспоминания о В. П. Астафьеве

### Збірки
- 1964 — Сын своего отца
- 1968 — Кратер Ольга
- 1968 — Пещера трех Робинзонов
- 1975 — Снежная дача
- 1977 — Разноцветье, разнотравье
- 1978 — Под счастливой звездой
- 1982 — Гидростроители
- 1985 — Ничьи дети
- 1985 — Первый шаг
- 1988 — Своя жена
- 1994 — Чугуевские ведьмы
- 2010 — Рассоха